# Terminal kolejowy
Terminal kolejowy – obiekt budowlany lub zespół obiektów budowlanych obejmujący drogę kolejową, umożliwiający załadunek lub rozładunek wagonów lub integrację różnych rodzajów transportu w zakresie przewozów towarów.